# Droga wojewódzka 747
Die Droga wojewódzka 747 (DW 747) ist eine 97 Kilometer lange Droga wojewódzka (Woiwodschaftsstraße) in der polnischen Woiwodschaft Masowien und der Woiwodschaft Lublin, die Iłża mit Konopnica verbindet. Die Strecke liegt im Powiat Radomski, im Powiat Lipski, im Powiat Opolski und im Powiat Lubelski.

## Streckenverlauf
Woiwodschaft Masowien, Powiat Radomski
-  Iłża (DK 9)
- Piłatka

Woiwodschaft Masowien, Powiat Lipski
- Pasztowa Wola
- Pasztowa Wola-Kolonia
- Michałów
- Jawor Solecki
- Zofiówka
- Krępa Kościelna
- Nowa Wieś
- Lipa-Miklas
-  Lipsko (DK 79)
- Dziurków
- Przedmieście Bliższe
-  Solec nad Wisłą (DW 754)
- Kolonia Nadwiślańska

Woiwodschaft Lublin, Powiat Opolski
-  Kamień (DW 817, DW 825)
- Niezdów
-  Opole Lubelskie (DW 824)
- Zosin
- Emilcin
- Nowe Komaszyce
- Stare Komaszyce
- Przytyki
-  Chodel (DW 833)
- Trzciniec

Woiwodschaft Lublin, Powiat Lubelski
- Dylążki
-  Krężnica Okrągła (DW 832)
-  Bełżyce (DW 827, DW 834)
- Podole Pierwsze
- Zosin
- Matczyn
- Wojcieszyn
- Radawiec Duży
- Marynin
- Kozubszczyzna
-  Konopnica (DK 19)